# واين روبنسون
واين روبنسون (بالإنجليزية: Wayne Robinson)‏ هو لاعب كرة قدم أمريكية أمريكي، ولد في 14 يناير 1930 في منيابولس في الولايات المتحدة، وتوفي في 20 ديسمبر 2015 في سان دييغو في الولايات المتحدة.

## وصلات خارجية
- واين روبنسون على موقع مرجع كرة القدم المحترفة.كوم (الإنجليزية)